# Jackie Jormp-Jomp
"Jackie Jormp-Jomp" é o 18.° episódio da terceira temporada da série de televisão de comédia de situação norte-americana 30 Rock, e o 54.° da série em geral. Teve o seu enredo co-escrito pela editora executiva de enredo Kay Cannon e pela co-coordenadora de enredo Tracey Wigfield, enquanto a realização ficava sob responsabilidade do produtor Don Scardino. A sua transmissão nos Estados Unidos ocorreu na noite de 16 de Abril de 2009 através da National Broadcasting Company (NBC). Por entre os artistas convidados, estão inclusos John Lutz, Todd Buonopane, Elizabeth Marvel, Mary Catherine Garrison, Kerry Butler, e Christina Gausas.
No episódio, enquanto desfruta da sua suspensão temporária do trabalho por causa de uma queixa de assédio sexual recebida no episódio anterior, argumentista-chefe Liz Lemon (interpretada por Tina Fey) encontra um novo grupo de amigas. Entretanto, Jack Donaghy (Alec Baldwin) fica com receio do filme biográfico não-autorizado de Janis Joplin estrelado por Jenna Maroney (Jane Krakowski) não ser lançado, e tenta então promovê-lo na cerimónia dos Prémios Kids' Choice. Em outros lugares, Kenneth Parcell (Jack McBrayer) fica zangado com Dot Com Slattery (Kevin Brown) porque este está a namorar com uma rapariga de quem Kenneth gosta.
Em geral, "Jackie Jormp-Jomp" foi recebido com aclamação pela crítica especialista em televisão do horário nobre, com vários elogios sendo atribuídos ao desempenho e trama de Jane Krakowski. De acordo com as estatísticas publicadas pelo sistema de mediação de audiências Nielsen Ratings, foi assistido em uma média de 7,32 milhões de domicílios norte-americanos durante sua transmissão original, e recebeu a classificação de 3,5 e nove de share no perfil demográfico dos telespectadores entre os dezoito aos 49 anos de idade.

## Produção

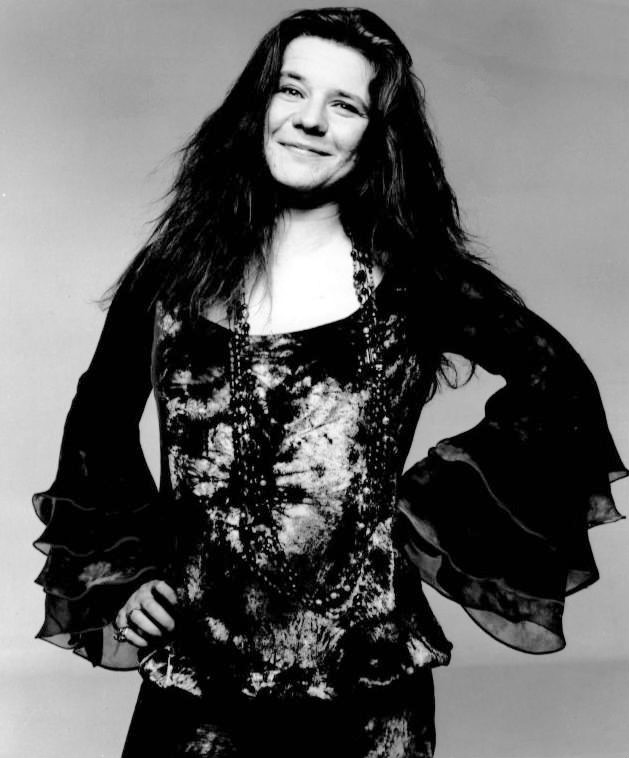
Este foi o último episódio de 30 Rock a fazer menção a um filme biográfico sobre Janis Joplin.

"Jackie Jormp-Jomp" é o 18.° episódio da terceira temporada de 30 Rock. Foi realizado por Don Scardino, um dos produtores da temporada, e teve o seu argumento co-escrito por Kay Cannon e Tracey Wigfield. Para Cannon, que também assume a posição de editora executiva de enredo na série, foi o quarto episódio cujo guião foi escrito por si, enquanto para Wigfield, que ainda assume a co-coordenação de guião em 30 Rock, foi a sua estreia como guionista de um episódio. Além disso, foi o 19.° crédito atribuído a Scardino pela realização de um episódio do seriado. Embora o seu nome tenha sido listado durante a sequência de créditos finais, o actor Keith Powell, intérprete de James "Toofer" Spurlock em 30 Rock, não participou de "Jackie Jormp-Jomp."
A maior parte deste episódio foi filmada a 11 de Fevereiro de 2009 nos Estúdios Silvercup na Cidade de Nova Iorque. "Jackie Jormp-Jomp" marcou a terceira e última vez que 30 Rock fez referência à tentativa da personagem Jenna Maroney de dar vida à falecida cantora Janis Joplin em um longa-metragem, uma trama que iniciou em "Señor Macho Solo", no qual Jenna fez audições para interpretar Joplin. Marcou ainda a terceira participação do actor Todd Buonopane como a personagem Jeffrey Weinerslav, um profissional de recursos humanos da NBC, e última da temporada. Neste episódio, Kenneth Parcell revela que Meredith Vieira obrigou-o a comer uma banana verde inteira na frente dela, o que Kenneth considerou ser assédio sexual. Vieira já participou de 30 Rock por algumas vezes desempenhando uma versão fictícia de si mesma como co-apresentadora do The Today Show. Na cena da homenagem ao vivo elaborada para Jenna, um comercial da Cling Free produzido na década de 1980 e estrelado por Jane Krakowski é exibido como parte da juventude de Jenna como uma estrela infantil.
O actor e comediante Judah Friedlander, intérprete da personagem Frank Rossitano em 30 Rock, é conhecido pelos seus bonés de camioneiro de marca registada que usa dentro e fora da personagem Frank. Os chapéus normalmente apresentam palavras ou frases curtas estampadas neles. Friedlander afirmou que ele próprio é quem faz os acessórios. Revelou também que "alguns deles são brincadeiras íntimas, e alguns são simplesmente piadas." A ideia veio do persona de Friedlander nas suas apresentações de comédia stand up, nas quais os objectos de adorno estão todos estampados com a escrita "campeão mundial" em línguas e aparências diferentes. Em "Jackie Jormp-Jomp," Frank usa um boné que lê "Constant Craving."

## Enredo
Como consequência de ter sido reportada por cometer assédio sexual, Liz Lemon (Tina Fey) não pode retornar ao trabalho até concluir uma formação. No entanto, a argumentista apercebe-se que não consegue lidar com uma vida sem trabalho, sentindo uma necessidade do estresse daquela rotina. A sua atitude altera após conhecer a sua vizinha Emily (Elizabeth Marvel), que compreende Liz pois também já foi assim, mas explica haverem maneiras melhores de viver. Então, Liz sai com Emily e as suas amigas (Mary Catherine Garrison, Kerry Butler e Christina Gausas), que passam a maior parte do tempo recebendo tratamentos de spa e indo às compras. A argumentista fica tão presa ao seu novo estilo de vida ao ponto de se esquecer de assistir à transmissão ao vivo do TGS with Tracy Jordan. Intrigada pelo estilo de vida das suas novas amigas, Liz assedia sexualmente o conselheiro Jeffrey Weinerslav (Todd Buonopane) para continuar afastada do trabalho e volta a sair com Emily e suas amigas, mas fica decepcionada ao descobrir que elas afinal têm um clube de luta feminino.
Ao mesmo tempo, todos os funcionários do Prédio GE são obrigados a divulgar todas as suas relações interpessoais no local de trabalho. Kenneth Parcell (Jack McBrayer) revela sua fantasia de casar-se com Daphne (Danielle Flora), uma dançarina do TGS, mas mais tarde descobre que Dot Com Slattery (Kevin Brown) namora com ela. Um pequeno conflito surge entre os dois e termina após mediação de Tracy Jordan (Tracy Morgan), que despede Daphne; porém, em acto de solidariedade, as outras dançarinas recusam-se a trabalhar, levando o actor contratar novas bailarinas como tentativa de solucionar o problema. Todavia, estas novas dançarinas revelam ser prostitutas descobertas por Tracy nas ruas de Nova Iorque que nem sequer sabem dançar.
Enquanto isso, Jack Donaghy (Alec Baldwin) informa a Jenna Maroney (Jane Krakowski) que o seu filme biográfico não-autorizado sobre Janis Joplin é difícil de comercializar pois foi rejeitado por um público de teste. Eles decidem melhorar a divulgação para o projeto através da cerimónia dos Prémios Kids' Choice, na qual Jenna descobre que foi considerada como morta após ser colocada acidentalmente na montagem de memorial no evento. Jack decide usar isso como uma vantagem para vender o filme e explica a Jenna que ela deve ficar de fora dos olhos do público até conseguir vender o filme. Jack pede a Pete Hornberger (Scott Adsit) para fazer um tributo à Jenna na transmissão ao vivo do TGS. Mas, quando Jenna vê um cartaz enorme revelando a sua data de nascimento real, ela sai de seu esconderijo e interrompe a transmissão para tapá-lo o póster. Ao testemunhar isso, Liz confronta Jenna e Tracy pelo seu comportamento, mas fica feliz por regressar ao trabalho.

## Transmissão e repercussão

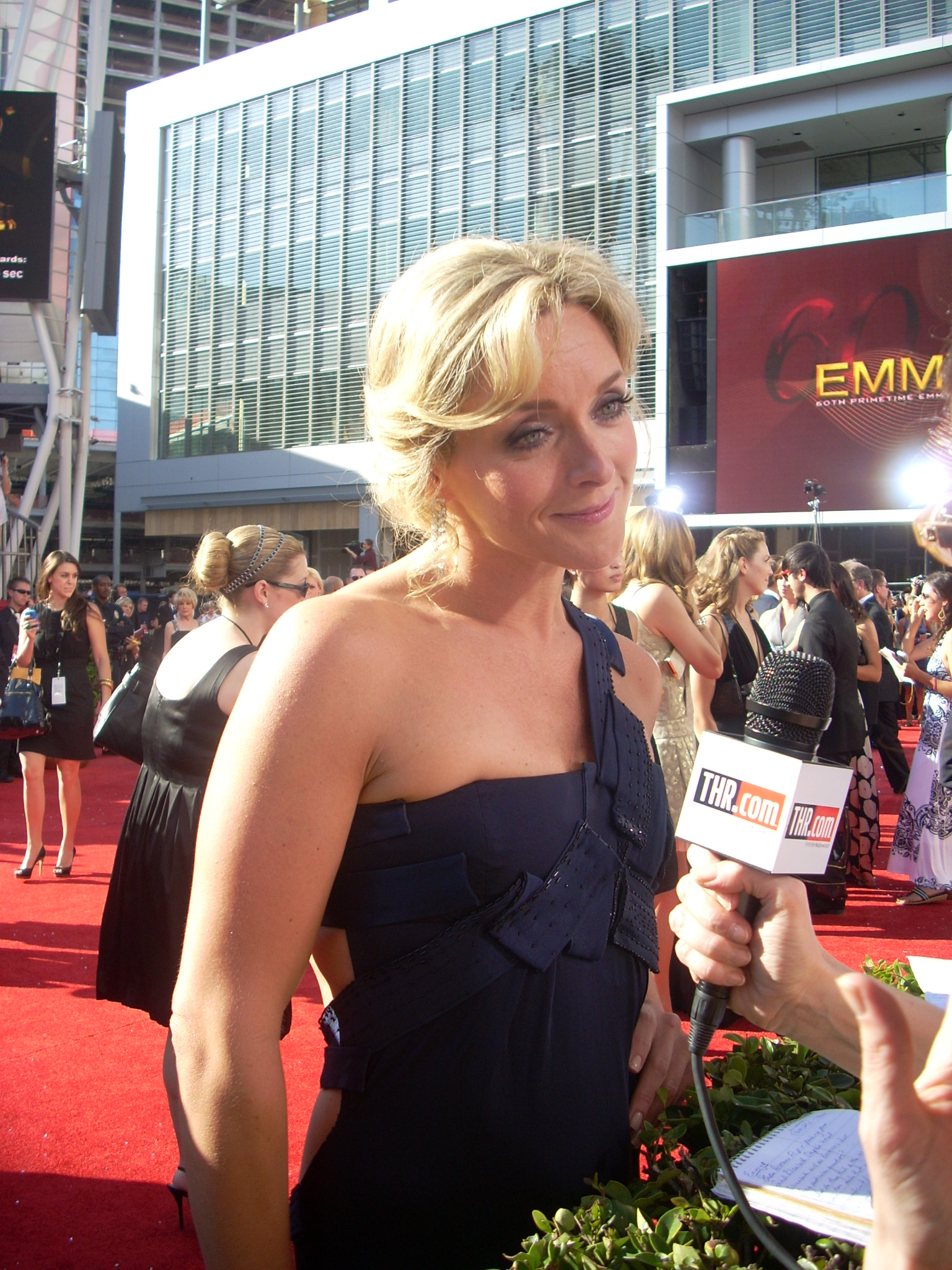
O desempenho e trama de Jane Krakowski em "Jackie Jormp-Jomp" foram aclamados pelos críticos de televisão.

Nos Estados Unidos, "Jackie Jormp-Jomp" foi transmitido pela primeira vez na noite de 16 de Abril de 2009 pela NBC como o 54.° episódio de 30 Rock. Naquela noite, de acordo com os dados publicados pelo serviço de mediação de audiências Nielsen Ratings, foi assistido por uma média de sete milhões e 324 mil domicílios norte-americanos e recebeu a classificação de 3,5 e nove no perfil demográfico dos telespectadores entre os dezoito aos 49 anos de idade. Isso significa que foi visto por 3,5 por cento de todas as pessoas de dezoito a 49 anos de idade, e por nove por cento de todas as pessoas de dezoito a 49 anos de idade que estavam assistindo a televisão no momento da transmissão. Em relação ao episódio transmitido na semana anterior, este teve uma recuperação de sete por cento em número de telespectadores e, ao longo da sua semana de transmissão, 30 Rock foi o sexto programa mais assistido da NBC.
| Críticas profissionais | Críticas profissionais |
| Avaliações da crítica  | Avaliações da crítica  |
| Fonte                  | Avaliação              |
| ---------------------- | ---------------------- |
| A.V. Club              | B+                     |
| Alan Sepinwall         | (positiva)             |
| AOL                    | (positiva)             |
| Entertainment Weekly   | (positiva)             |
| IGN                    | 8,8/10                 |
| TV Guide               | (positiva)             |
| Zap2it                 | (positiva)             |

Para Aly Semingran, da revista Entertainment Weekly, "Jackie Jormp-Jomp" "teve mais risos por minuto do que qualquer outro episódio da temporada," assim como para Alan Sepinwall, colunista de televisão do jornal The Star-Ledger, para quem este foi "um dos melhores episódios de 30 Rock." Sepinwall ficou agradado por ele ter apresentado "uma boa história" para Liz, um emparelhamento muito raro entre Jenna e Jack, e um grande clímax de amarrar-tudo-junto," no qual uma Liz "tonta e machucada" no seu retorno aterroriza Jenna e Tracy sobre o seu mau comportamento. Na sua resenha para o jornal de entretenimento A.V. Club, o repórter Nathan Rabin sentiu que este foi um episódio "muito sólido," enquanto o crítico Bob Sassone, para a coluna televisiva TV Squad do portal AOL, expressou ser "muito bom ver o programa seguir em frente com suas duas tramas de episódios anteriores — o assédio sexual de Liz e o filme de Jenna."
Escrevendo para a coluna televisiva It Happened Last Night do blogue de entretenimento Zap2it, Rick Porter descreveu "Jackie Jormp-Jomp" como um "episódio muito absurdo e [fez] tudo ficar muito mais engraçado," atribuindo diversos elogios à trama de Jenna, incluindo o seu emparelhamento com Jack que "funcionou muito bem" e "ficou bem tanto para o poço de vaidade infinito de Jenna e a sua completa ignorância de como manobrar a máquina de relações públicas." Porter concluiu a sua análise declarando que este episódio "mostrou melhor" as facetas de Jane Krakowski na terceira temporada". Robert Canning, analista de televisão do portal britânico IGN que sempre foi bastante crítica para com Krakowski, partilhou este sentimento, escrevendo: "Jenna sempre foi o elo mais fraco dos quatro protagonistas mas, neste episódio, e nesta sequência de abertura especial, ela esteve em um nível tolerável e engraçado. A partir da leitura dos resultados dos grupos de teste, [...] a performance de Jenna foi espumante, nítida e nem um pouco auto-consciente. Levou três temporadas, mas parece que os argumentistas finalmente encontraram a melhor voz para Jenna."